# Легија странаца
Легија странаца (фр. Légion étrangère) је елитна, професионална борбена јединица која је саставни део Војске Француске. Јединицу чине добровољци свих народности, раса и вероисповести. Легија странаца служи интересима Републике Француске, свуда у свету.

## Историја
Француску легију странаца основао је краљ Луј Филип I 10. марта 1831. године.
Прва мисија је била освајање Алжира. Ова мисија, као и јединица трајала је све до 1835. године. Јединица је касније поново оформљена. 30. априла 1863. године на плантажама Camerone, у близини града Пуебла, 3 официра и 62 легионара пружали су 24 часа отпор Мексиканцима, којих је имало око 2000. Пет легионара се одлучило на борбу до краја, а једина два преживела легионара су потписала капитулацију, под условом да задрже оружје и побрину се за мртве. Од тада назив ове битке поносно носи свака легионарска застава, што симболизује борбу до последњег човека. Тај дан се у легији слави као велики празник и искључиво само тог дана су врата отворена за посетиоце.

## Хронологија борбених активности
- 1914: Први светски рат, борбено ангажовање у Француској
- 1939-1945: Други светски рат, борбено ангажовање у Норвешкој, Либији, Тунису, Италији и Немачкој
- 1945: Почетак рата у Индокини
- 1954: Повратак у Алжир, и учествовање све до 1962.
- 1962-данас: Џибути, Мадагаскар, Тахити
- 1969-1970: операције у Чаду
- 1978: Операције у Заиру
- 1999: Офанзивне операције на Косову и Метохији, битка на Кошарама
- Данас: ангажовање у мировним мисијама широм света.

## Традиција
Легионари се од друге војске разликују и по униформи која је бела. Боја беретке је зелена. Беле кепи, ''Képi Blanc'', носе војни чинови, а када постану подофицири добијају црне кепи, ''Képi noir''. Грб легије је граната са 7 ватрених репова. Боје легије су црвена, која означава крв и зелена, која означава земљу. Ратно стање се означава тако што се троугласта застава окрене наопако, тако да се зелена боја налази доле, а црвена изнад, што значи крв на земљи.
Мото легије је Legio Patria Nostra, што у преводу значи легија је наша домовина.
Химна легије је ''Le Boudin''.
Легионари се крећу са 88 корака у минути, што је мање у односу на другу војску која се креће 120 корака у минути. Разлог томе датира још из ратова у алжирским пустињама и тешкоћи марширања у песку. Легија због свог споријег корака на паради маршира последња, али такође добија и највише овација.

## Регрутација
Приступ легији имају мушкарци између 18 и 40 година живота изузетних психо-физичких способности. Добровољци се темељно контролишу и по сигурносним питањима, што побија мит о томе да је легија скровиште криминалцима. После здравствених тестова, добровољци приступају војној обуци. После обуке добровољци потписују уговор на 5 година службе. У првих 4 месеца обуке забрањен је контакт са пријатељима и родбином. Сваки добровољац добија нови идентитет, чиме га легија штити од спољних утицаја. У склопу новог идентитета мења се име и презиме, датум и место рођења, имена родитеља.

## Обука
Зној при обуци спречава крв на терену је главни мото. Легионар пролази кроз разне фазе обуке. Сваки од легионара у својој каријери мора да прође најмање један специјалистички командо курс који траје 3 недеље и одржава се у неколико центара широм Француске. Ову обуку сачињавају следећи курсеви: обука у варењу, постављање замки и експлозива, ручне технике борбе, методе борби у градским подручјима, веслање, пливање у мору без прслука са борбеним ранцем... Осим обуке за рат и тактике, легионари се обучавају и како да преживе у немогућим условима као што је нпр. остати без воде.

## Међудржавно законодавство
Већина држава индиректно допушта пријављивање у Легију странаца, међутим неке својим грађанима забрањују учествовање у страним армијама.
Забрањено учествовање:
- Словачка - затворска казна до 8 година[3]
- Швајцарска - затворска или новчана казна по основу државне неутралности